# Thyris maculata
Thyris maculata är en fjärilsart som beskrevs av Harris 1836. Thyris maculata ingår i släktet Thyris och familjen Thyrididae. Inga underarter finns listade i Catalogue of Life.